# Parc Ąžuolynas
Ąžuolynas (littéralement, « chênaie ») est un parc public situé dans la deuxième ville de Lituanie, Kaunas. Le parc couvre environ 84 hectares et constitue le plus grand peuplement urbain de chênes matures d'Europe. C'est une destination de loisirs populaire pour les habitants de Kaunas. La plupart des arbres sont des chênes, mais on y trouve également des tilleuls, des bouleaux et des érables.

## Description
Le parc actuel est ce qui reste d'une forêt de chênes beaucoup plus grande qui poussait autour de la ville et qui était reliée aux forêts de Karmėlava, Rumšiškės et Kaišiadorys. Ces forêts ont été abattues au cours des XIVe, XVe et XVIe siècles, le bois étant utilisé dans la construction de bâtiments, de ponts, de châteaux et de navires. La partie de la forêt entre Kaunas et Garliava a été abattue au XIXe siècle.
Une vallée du parc porte le nom du poète Adam Mickiewicz, qui s'y reposait lorsqu'il était professeur dans les écoles de Kaunas. En 1938, le zoo de Kaunas a été créé au nord du parc. Un an plus tard, le palais des sports de Kaunas, qui a accueilli le Championnat d'Europe de basket 1939, a été construit à proximité.  

## Galerie

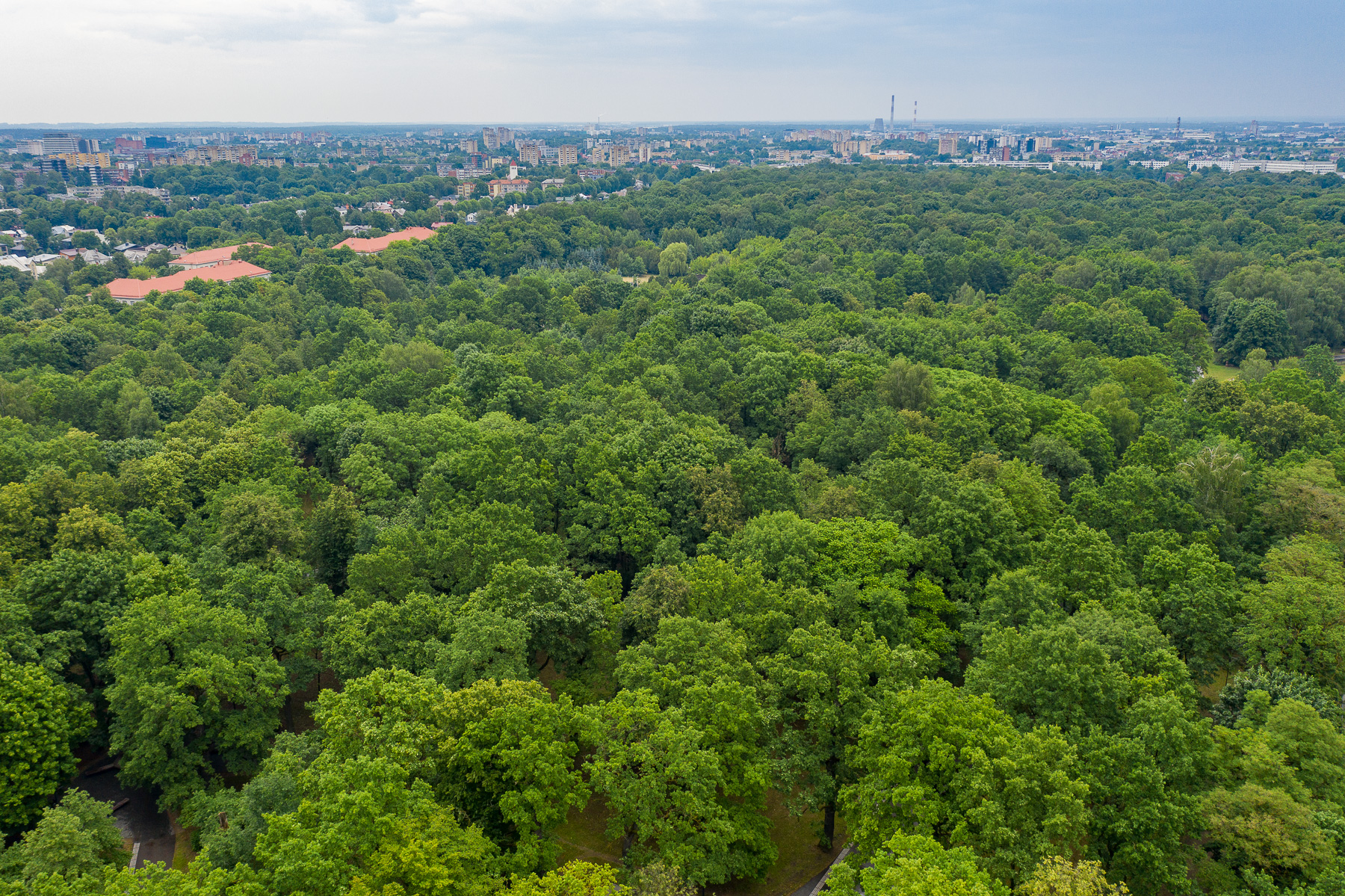
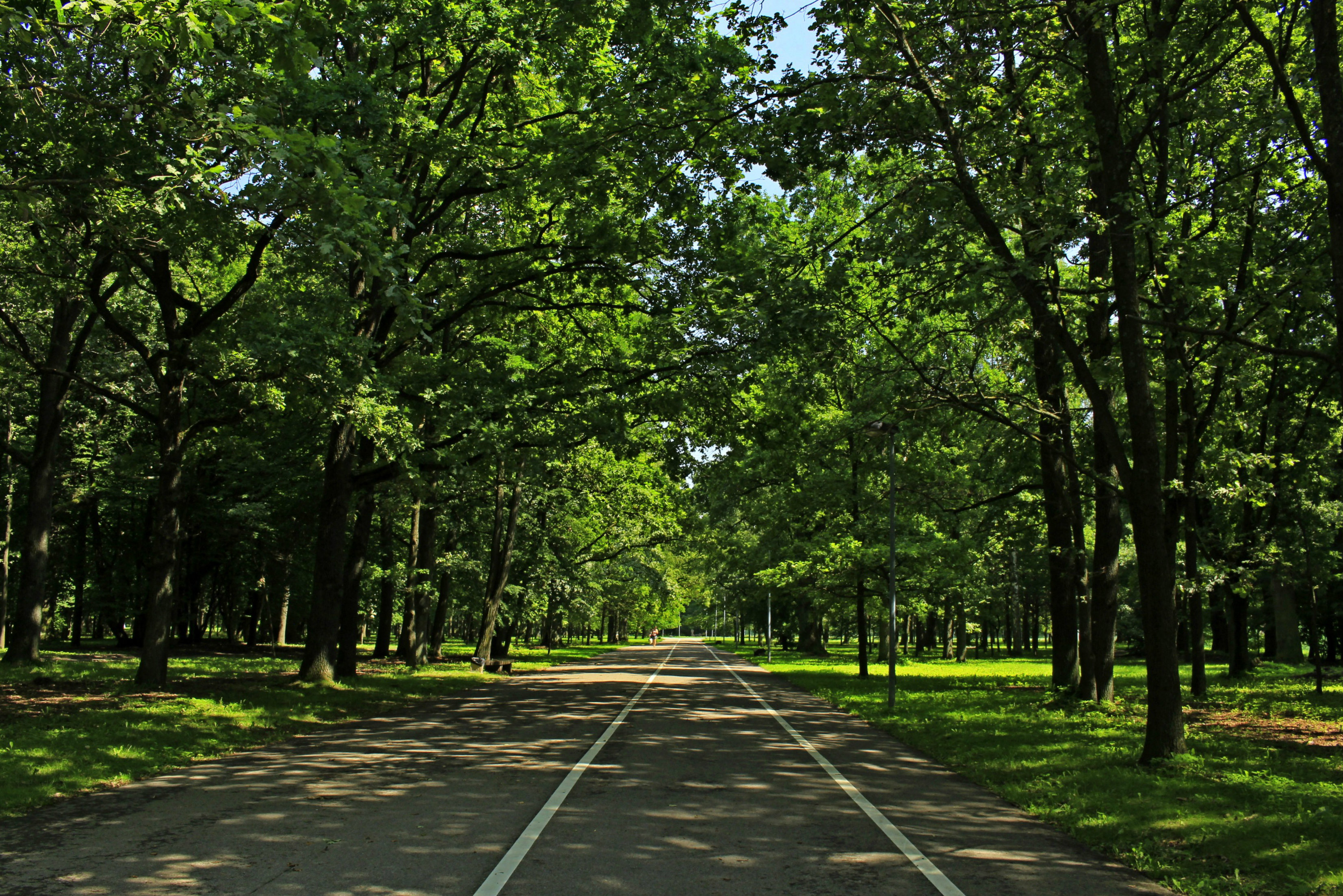
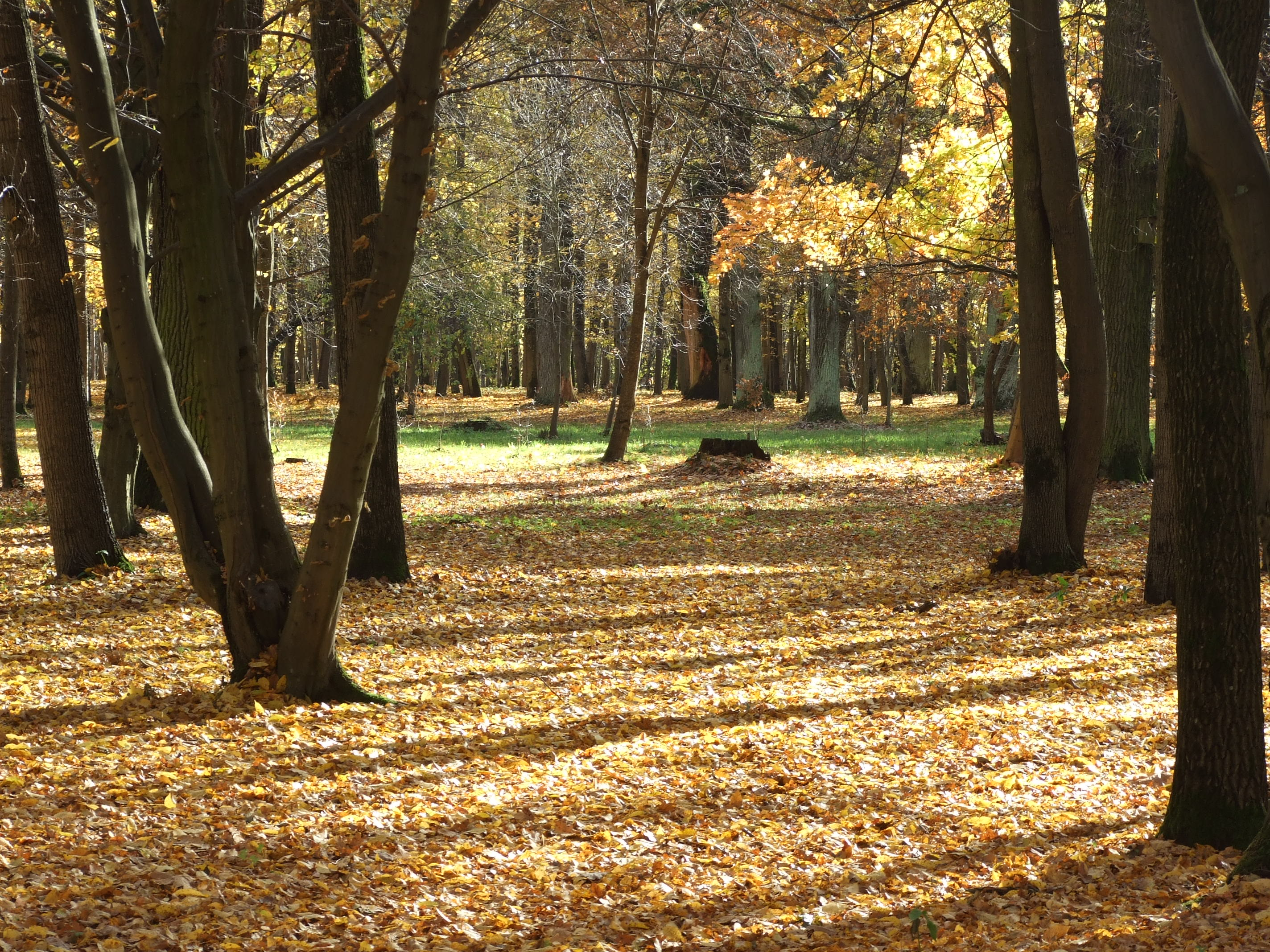

## Source de traduction
- (en) Cet article est partiellement ou en totalité issu de l’article de Wikipédia en anglais intitulé « Ąžuolynas » (voir la liste des auteurs).